# Dieter Baacke Preis
Mit dem Dieter Baacke Preis zeichnet die Gesellschaft für Medienpädagogik und Kommunikationskultur (GMK) gemeinsam mit dem Bundesministerium für Familie, Senioren, Frauen und Jugend (BMFSFJ) bundesweit beispielhafte Projekte aus, die in der Bildungs-, Sozial- und Kulturarbeit entstanden sind.

## Entstehung
Dieter Baacke begründete einen pädagogischen Medienkompetenzbegriff, der kreative, kritische, soziale und strukturelle Aspekte beinhaltet. Dieses Konzept bildet die Basis des Dieter Baacke Preises, mit dem bundesweit beispielhafte Medienprojekte mit Kindern, Jugendlichen und Familien ausgezeichnet werden. Der Dieter Baacke Preis wird gemeinsam vom Bundesministerium für Familie, Senioren, Frauen und Jugend (BMFSFJ) und der Gesellschaft für Medienpädagogik und Kommunikationskultur (GMK) verliehen.

## Themen
Im Zentrum steht nicht nur das Produkt, sondern ebenso der medienpädagogische Prozess. Ausgezeichnet werden innovative, originelle, mutige und weitreichende Projekte, die zur Förderung einer pädagogisch orientierten Medienkompetenz beigetragen haben. Dies kann beispielsweise ein multimediales Projekt in einem Jugendzentrum sein, ein Kinderradioprojekt, die Etablierung medienpädagogischer Eltern-Kind-Aktivitäten im Vorschulbereich oder auch ein außergewöhnliches Film- oder Videoprojekt.

## Teilnahmebedingungen
Bewerben können sich Institutionen, Initiativen oder Einzelpersonen. Die Projekte sollten im Jahr der Ausschreibung oder im Vorjahr realisiert worden sein. Bewerbungsschluss ist jeweils der 31. Juli.

## Kategorien
Der Dieter Baacke Preis wird in sechs Kategorien vergeben:
1. Projekte von und mit Kindern
2. Projekte von und mit Jugendlichen
3. Interkulturelle und internationale Projekte – z. B. grenzüberschreitende Medienprojekte oder Projekte, die den interkulturellen Austausch fördern oder die Situation von Kindern, Jugendlichen, Familien mit Migrationshintergrund berücksichtigen oder deren politische Teilhabe fördern
4. Intergenerative und integrative Projekte – z. B. medienpädagogische Zusammenarbeit, Austausch zwischen Generationen, familienorientierte Medienarbeit
5. Projekte mit besonderem Netzwerkcharakter – z. B. modellhafte, innovative medienpädagogische Zusammenarbeit von verschiedenen Institutionen, Trägern oder medienpädagogisch engagierten Einzelpersonen
6. Sonderpreis (jährlich wechselndes Thema: 2017: Medienkritik – Filterblase, Hate Speech und Fake News)

## Preise
Jede der sechs Kategorien ist mit einem Preisgeld von jeweils 2.000 Euro dotiert.
Die Preisverleihung erfolgt im Rahmen eines Festakts am Rande des Forums Kommunikationskultur der GMK.
Der Pokal wurde von Baackes Adoptivsohn Ippazio Fracasso-Baacke kreiert.

## Jury
Die Expertenjury besteht aus Vertreter/-innen folgender Institutionen:
- Akademie der Kulturellen Bildung des Bundes und des Landes NRW, Remscheid
- Bundesministerium für Familie, Senioren, Frauen und Jugend, Bonn
- Bundesvorstand des Auslobers, Gesellschaft für Medienpädagogik und Kommunikationskultur
- Bundeszentrale für politische Bildung, Bonn
- Kinder- und Jugendfilmzentrum (KJF), Remscheid
- die medienanstalten
- Medienzentrum München beim JFF
- SIN-Studio im Netz, München.